# Cetil alkohol
Cetil alkohol (1-heksadekanol, palmitil alkohol) je masni alkohol sa formulom . Na sobnoj temperaturi, cetil alkohol je voskasta bela čvrsta materija ili pahuljice. Ime cetil je izvedeno od kitovog ulja (lat. cetus) iz kojeg je prvi put izolovan.

## Priprema
Cetil alkohol je otkriven 1817. putem zagrevanja spermaceta, voskaste supstance dobijene iz kitovog ulja, u prisustvu kalijum hidroksida. Pahuljice cetil alkohola su ostale u sudu nakon hlađenja.

## Srodna jedinjenja
- Palmitat
- Palmitinska kiselina

## Literatura
- Nordegren, Thomas (2002). The A-Z Encyclopedia of Alcohol and Drug Abuse. Universal Publishers. стр. 165. ISBN 978-1-58112-404-0.
- Booth, James Curtis (1862). The Encyclopedia of Chemistry, Practical and Theoretical. стр. 429.